# Пауэрлифтинг на Всемирных играх 1985
Пауэрлифтинг на Всемирных играх 1985 года включал розыгрыш трёх комплектов медалей.

## Призёры

### Мужчины
| Дисциплина  | Золото          | Серебро         | Бронза        |
| ----------- | --------------- | --------------- | ------------- |
| Лёгкий вес  | Хироюки Исагама | Давид Маннеринг | Эдди Пенгелли |
| Средний вес | Клаудио Ардини  | Эрик Коппин     | Глен Вашкиль  |
| Тяжёлый вес | Энтони Стивенс  | Давид Кодвелл   | ДЖон Найбур   |